# Comté de Dawson (Géorgie)
Pour les articles homonymes, voir Comté de Dawson.
Le comté de Dawson est un comté de Géorgie, aux États-Unis.

## Démographie
| 1860  | 1870  | 1880  | 1890  | 1900  | 1910  |
| ----- | ----- | ----- | ----- | ----- | ----- |
| 3 856 | 4 369 | 5 837 | 5 612 | 5 442 | 4 686 |

| 1920  | 1930  | 1940  | 1950  | 1960  | 1970  |
| ----- | ----- | ----- | ----- | ----- | ----- |
| 4 204 | 3 502 | 4 479 | 3 712 | 3 590 | 3 639 |

| 1980  | 1990  | 2000   | 2010   | - | - |
| ----- | ----- | ------ | ------ | - | - |
| 4 774 | 9 429 | 15 999 | 22 330 | - | - |